# آذرخش‌ددسانان
آذرخش‌ددسانان (نام علمی: Astrapotheria) نام یک راسته از فرورده جفت‌داران است.